# Rete tranviaria di Lilla
La rete tranviaria di Lilla-Roubaix-Tourcoing (soprannominata le Mongy dal nome del suo ideatore Alfred Mongy) è la rete tranviaria che serve la città francese di Lilla e la sua agglomerazione. È composta da due linee.